# Raymond Vouel
Raymond Vouel (Rumelange, 8 april 1923 - 12 februari 1987), was een Luxemburgs politicus.

## Biografie
Raymond Vouel was lid van de Lëtzebuerger Sozialistesch Aarbechterpartei (Luxemburgse Socialistische Arbeiderspartij). Van 15 juli 1964 tot 6 februari 1969 was hij staatssecretaris van Volksgezondheid, Sociale Verzekeringen en Mijnbouw in het kabinet-Werner-Cravatte (Chrëschtlech Sozial Vollekspartei/Lëtzebuerger Sozialistesch Aarbechterpartei).
Raymond Vouel werd op 15 juni 1974 vicepremier in het kabinet-Thorn (Demokratesch Partei/Lëtzebuerger Sozialistesch Aarbechterpartei). Daarnaast werd hij ook minister van Financiën.
Raymond Vouel trad op 19 juli 1976 af omdat hij Eurocommissaris van Mededinging werd. Deze functie bekleedde hij tot januari 1981.
Raymond Vouel overleed op 63-jarige leeftijd.